# Angst

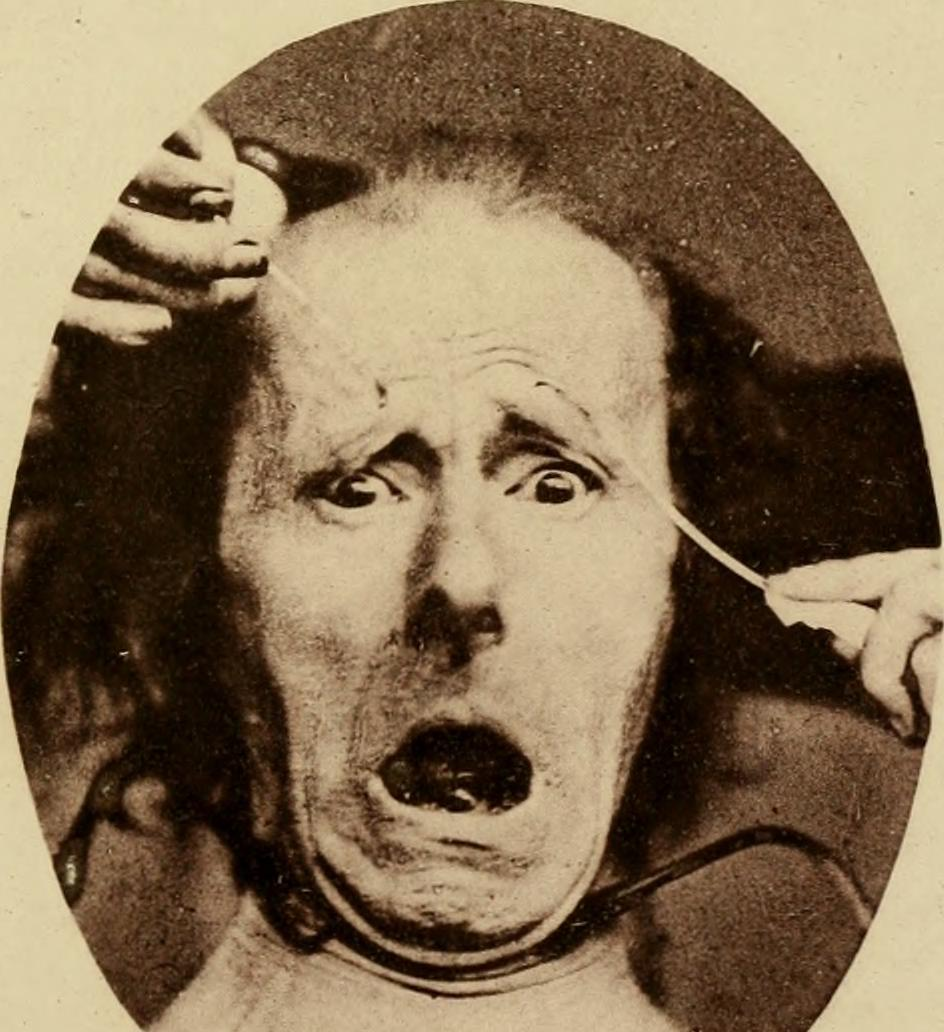
Abbildung in Charles Darwins Der Ausdruck der Gemütsbewegungen bei dem Menschen und den Tieren

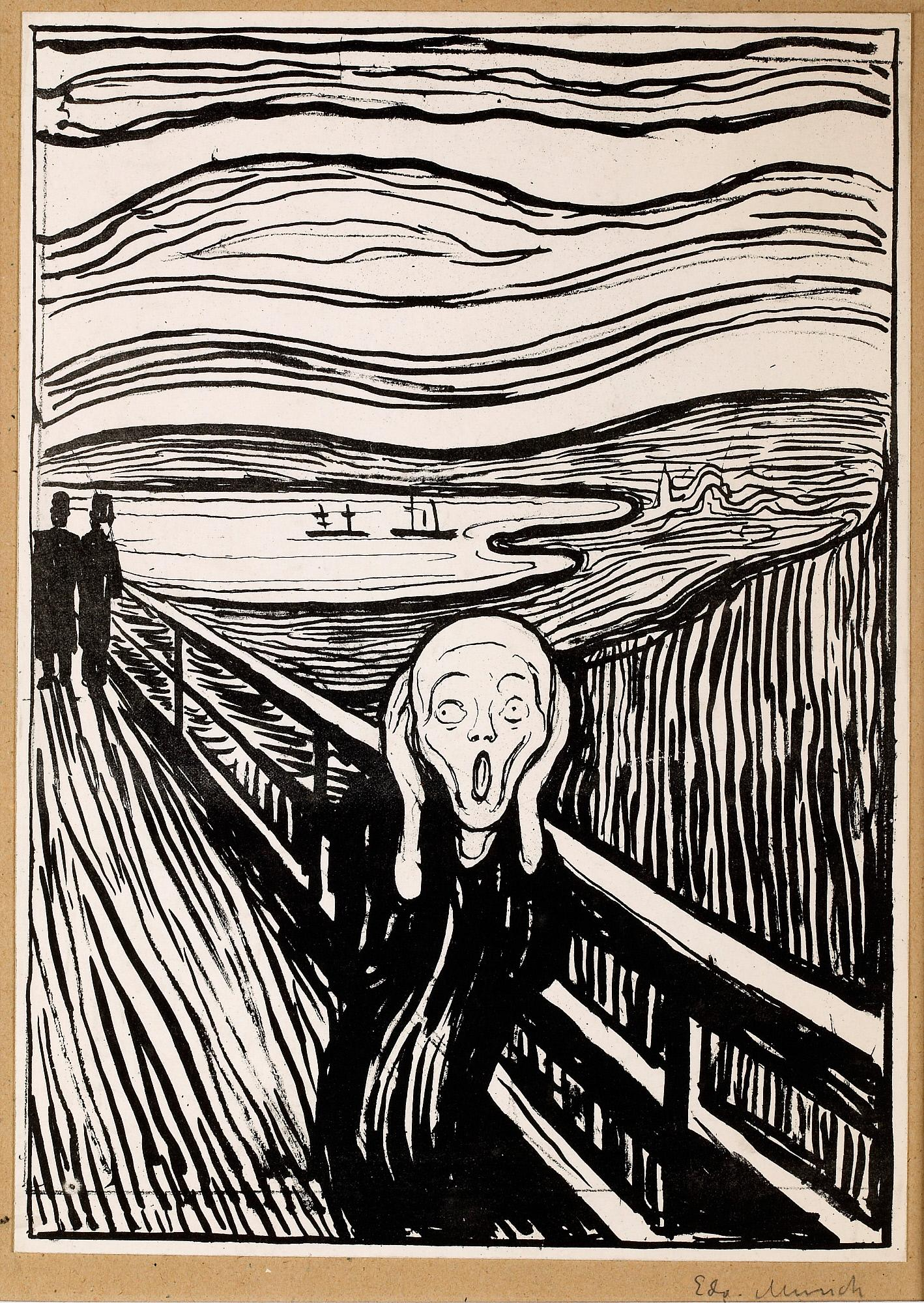
In dem Kunstwerk Der Schrei verarbeitete der norwegische Maler Edvard Munch 1895 eine Panikattacke während eines Spaziergangs

Angst ist ein Grundgefühl, das sich in als bedrohlich empfundenen Situationen in Form einer Besorgnis und unlustbetonten Erregung äußert. Auslöser können dabei erwartete oder unerwartete Bedrohungen, etwa der körperlichen Unversehrtheit, der Selbstachtung oder des Selbstbildes sein.
Krankhaft übersteigerte oder nicht rational begründbare Angst wird als Angststörung bezeichnet.

## Begriff
Der Begriff Angst hat sich seit dem 8. Jahrhundert von indogermanisch *anghu „beengend“ über althochdeutsch angust entwickelt. Er ist verwandt mit lateinisch angustus bzw. angustia für „Enge, Beengung, Bedrängnis“ (siehe auch Angina) und angor „Würgen“. Das Wort „Angst“ gibt es als Wortexport auch im Englischen, siehe German Angst. Es bedeutet so viel wie Existenzangst. Man spricht von „angst-ridden“ (von Angst geritten). Vermutlich wurde das Wort 1849 von George Eliot eingeführt.
Psychoanalytiker wie beispielsweise Rainer Krause zählen die Angst zu den Affekten und unterscheiden die objektunbestimmte Angst (lateinisch angor) von der objektbezogenen, also zielgerichteten Furcht (lateinisch timor).
Weiterhin lässt sich eine situationsbedingt entstehende Emotion Angst von der relativ stabilen Persönlichkeitseigenschaft Ängstlichkeit unterscheiden. Sie werden nach dem Angstmodell von Charles Spielberger seit 1966 auch als State-Angst und Trait-Angst bezeichnet.

## Spektrum der Angst
Angst ist der Oberbegriff für eine Vielzahl von Gefühlsregungen, deren Gemeinsamkeit auf einer Verunsicherung des Gefühlslebens beruht. Der Psychoanalytiker Fritz Riemann unterscheidet in seinem verbreiteten Hauptwerk Grundformen der Angst
zwischen dem „schizoiden“, dem „depressiven“, dem „zwanghaften“ und dem „hysterischen“ Persönlichkeitstypus. Als damit verbundene „Grundängste“ des Menschen beschreibt er entsprechend die „Angst vor Nähe“, die „Angst vor Selbstwerdung“, die „Angst vor Veränderung“ und die „Angst vor Endgültigkeit“.
Obwohl als idealtypische Abstraktionen gedacht, haftet dieser Angstdeutung in der Tradition der Psychoanalyse bereits begrifflich unverkennbar eine Tendenz zum Krankhaften und damit zur Einseitigkeit an, die heute auch kritisch betrachtet wird.
Die Erscheinungsformen der Angst reichen nach dem von dem Experimentalpsychologen Siegbert A. Warwitz aufgestellten Angst-Spektrum von einfachen „Unsicherheiten“ (Beklommenheit, Scheu, Zaghaftigkeit …) über die „Zwänge“ (Esszwang, Kontrollzwang, Reinigungszwang etc.), die „Furchtformen“ (Verletzungsfurcht, Versagensfurcht, Berührungsfurcht etc.), die „Phobien“ (Akrophobie, Agoraphobie, Klaustrophobie …), die „Paniken“ (Angstanfall, Schockstarre, Katastrophenlähmung etc.) bis zu den „Psychosen“ (Neurotische Ängste, Verfolgungswahn, Lebensangst …). Dabei unterscheidet in der Regel nur der Fachpsychologe aus diagnostischen und therapeutischen Gründen differenzierter etwa zwischen Ängsten und Fürchten, beispielsweise zwischen einer diffusen allgemeinen Prüfungs-Angst und einer auf einen bestimmten Prüfer, ein fixierbares Fachgebiet oder eine definierbare Situation reduzierbare Prüfungs-Furcht. Angst wird im nichtfachlichen Bereich auch häufig mit andersartigen Gefühlsregungen verwechselt oder vermischt, etwa mit der Scham (Wahrung des Intimbereichs), mit dem Misstrauen (Zweifel an einer ärztlichen Kompetenz) oder mit einer hochgradigen psychischen Anspannung bei der Bewältigung einer gefahrenträchtigen Situation (Wagniskonzentration).
Angst lässt sich nicht grundsätzlich als unangenehme, negative Gefühlsregung festlegen. Wesentlich abhängig vom Grad der individuellen Risikoerfahrung und der persönlichen Kompetenzeinschätzung, kann Angst auch als in hohem Maße lustvolle Erfahrung gesucht und erlebt werden, etwa in Form des Thrills. Die Kontrasterfahrung von aufregender Gefahrensituation und deren Bewältigung führt zu einer gewünschten Steigerung des Lebensgefühls. Der sogenannte Kick kann dabei als (erwarteter) Wendepunkt zwischen der Anspannung und Befreiung aus der Angstphase gesehen werden.
Als Steuerungsinstrumente gefahrenträchtigen Verhaltens und Warnimpulsgeber stellen die beherrschten nicht krankhaften Angstformen eine unverzichtbare Grundausstattung im Rahmen des funktionierenden Selbsterhaltungstriebs dar.
Ein Sonderphänomen im Angstkomplex stellt die sogenannte „Angst vor der Angst“ (Phobophobie), auch Angstsensitivität genannt, dar, eine objektlose Angst vor den eigenen Angstsymptomen.

## Funktion der Angst
Evolutionsgeschichtlich hat die Angst eine wichtige Funktion als ein die Sinne schärfender und Körperkraft aktivierender Schutz- und Überlebensmechanismus, der in tatsächlichen oder auch nur vermeintlichen Gefahrensituationen ein angemessenes Verhalten (Fight-or-Flight) einleitet.
Diese Aufgabe kann sie nur erfüllen, wenn weder zu viel Angst das Handeln blockiert noch zu wenig Angst reale Gefahren und Risiken ausblendet. In ihrem bekannten Aktivationsmodell, das nach ihnen auch als Yerkes-Dodson-Gesetz oder „Gesetz der Angst“ bezeichnet wird, formulierten die Verhaltensbiologen und Ethologen Robert Yerkes und John D. Dodson bereits 1908 gesetzmäßige Zusammenhänge zwischen einem bestimmten nervösen Erregungsniveau der Probanden und der Abrufbarkeit ihrer kognitiven Leistungsfähigkeit, die sie als „Aktivationsniveaus“ kennzeichneten. Die seinerzeit in Tierversuchen gewonnenen Erkenntnisse konnten in ihrer Gültigkeit inzwischen durch empirische Studien auch für das menschliche Verhalten gesichert werden.
Da der Energieaufwand für eine Flucht gering ist (wenige hundert Kilokalorien), übersehene Bedrohungen aber folgenschwere Auswirkungen nach sich ziehen können, ist die „Alarmanlage“ Angst von der Natur sehr empfindlich eingestellt, was bisweilen in Fehlalarmen resultiert.
Angst kann sowohl bewusst als auch unbewusst wirken. Ist die Angstreaktion in Bezug auf die tatsächliche Bedrohungslage inadäquat, spricht man von einer Angststörung. Ist diese Angst an ein bestimmtes Objekt oder eine bestimmte Situation gebunden, spricht man von einer Phobie.

## Körperliche Reaktionen

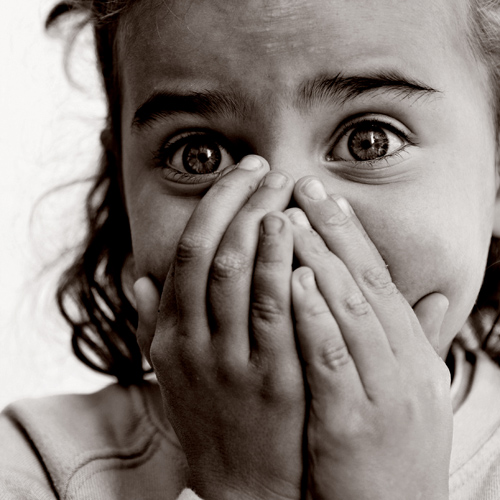
Ausdruck der Angst bei einem Kind

Die körperlichen Symptome der Angst sind normale (also nicht krankhafte) physische Reaktionen, die bei (einer realen oder phantasierten) Gefahr die körperliche oder seelische Unversehrtheit, im Extremfall also das Überleben, sichern sollen. Sie sollen ein Lebewesen auf eine Kampf- oder Flucht-Situation (fight or flight) vorbereiten:
- Erhöhte Aufmerksamkeit, Pupillen weiten sich, Seh- und Hörnerven werden empfindlicher
- Ein größerer Teil der weißen Haut des Augapfels wird sichtbar
- Erhöhte Muskelanspannung, erhöhte Reaktionsgeschwindigkeit
- Erhöhte Herzfrequenz, erhöhter Blutdruck
- Flachere und schnellere Atmung
- Energiebereitstellung in Muskeln
- Körperliche Reaktionen wie zum Beispiel Schwitzen, Zittern und Schwindelgefühl
- Hitze- oder Kälteschauer
- Blasen-, Darm- und Magentätigkeit werden während des Zustands der Angst gehemmt
- Übelkeit und Atemnot treten in manchen Fällen ebenfalls auf
- Absonderung von Molekülen im Schweiß, die andere Menschen Angst riechen lassen und bei diesen unterbewusst Alarmbereitschaft auslösen[15]

Neben diesen individuellen Reaktionen hat das Zeigen von Angst etwa durch den charakteristischen Gesichtsausdruck oder durch Sprache gegenüber anderen den sozialen Sinn, um Schutz zu bitten.
Die körperlichen Ausdrucksformen der Angst sind die gleichen, unabhängig davon, ob es sich um eine reale Bedrohung oder um eine Panikattacke handelt. Jeder vierte Patient mit Angststörung klagt über chronische Schmerzen.

## Psychophysiologie
Das Wechseln zwischen dem Entstehen von Angst bei Verteidigungs- und dem Erlöschen der Angst bei Erkundungsverhalten (Explorationsverhalten) ist für das Überleben von vielen Tieren lebensnotwendig, aber wie dieser Übergang durch spezifische neuronale Schaltungen erreicht wird, ist noch nicht hinreichend erforscht. Neurophysiologen nehmen an, dass bidirektionale Übergänge zwischen Zuständen hoher und niedriger Angst kontextabhängig durch sehr schnelle Veränderungen im Gleichgewicht der Tätigkeiten von zwei verschiedenen Gemeinschaften basaler Amygdala-Neuronen ausgelöst werden.
Ausgehend von der Amygdala werden folgende Regionen erregt: periaquäduktales Grau, Locus caeruleus, Nucleus parabrachialis, das vegetative Nervensystem über den Hypothalamus und die so genannte Stressachse (Hypothalamus-Hypophysen-Nebennierenrinden-Achse). Dabei kommt es bei einer akuten Stress-/Angstreaktion zur vermehrten Ausschüttung von Adrenalin aus dem Nebennierenmark. Bei lang anhaltendem, chronischem Stress dominiert die Ausschüttung von Cortisol aus der Nebennierenrinde. Das Ausmaß der Reaktion ist dabei von Mensch zu Mensch verschieden. Frühe Erfahrungen (z. B. Stress der Mutter in der Schwangerschaft, perinatale Ereignisse, Mutter-Kind-Beziehung, Dauer der Stillzeit und anderes) scheinen hierbei eine Rolle zu spielen.
Nach bisherigem Wissensstand spielen bei Ängsten vor allem drei Neurotransmittersysteme eine wichtige Rolle:
- GABAerges System: GABA ist der wichtigste hemmende Neurotransmitter im ZNS. Eine verminderte GABA-Funktion führt zu Überreizung und zu Generalisierung der Erregung. Generalisierte Ängste scheinen mit einer mangelnden Funktion des hemmenden GABA-Systems in Verbindung zu stehen. Hierbei scheinen ausschließlich GABA-A-Benzodiazepin(BDZ)-Rezeptoren von Bedeutung zu sein. Benzodiazepine wirken stimulierend auf den GABA-BDZ-Rezeptorkomplex, was u. a. ihre angstlösende und beruhigende Wirkung erklärt. Zudem gibt es weit reichende Verbindungen des GABA-Systems mit dem noradrenergen und dem serotonergen Neurotransmittersystem.
- noradrenerges System: Noradrenerge Bahnen (mit Ausgang im Locus caeruleus und Efferenzen in die meisten Strukturen des Gehirns) scheinen bei Angstsymptomen eine entscheidende Rolle zu spielen. In Tierexperimenten konnte gezeigt werden, dass eine durch elektrische Reize gesteigerte noradrenerge Aktivität zum Vollbild einer Panikattacke führt. Eine fehlerhafte Regulation des Locus caeruleus wird daher diskutiert.
- serotonerges System: Das Serotonin-System spielt bei verschiedenen Formen der Angst eine große Rolle, die genauen Mechanismen sind jedoch noch nicht bekannt. Generell wird eine verminderte Funktion des serotonergen Systems mit Phobien, sozialen Phobien und Zwangsneurosen in Verbindung gebracht. Menschen mit niedrigem Serotonin-Spiegel reagieren gehemmt und ängstlich bis aggressiv. Auch bei Suizid-Patienten fand sich ein erniedrigter Serotoninspiegel. Allerdings wurde auch schon eine Überfunktion des serotonergen Systems im Zusammenhang mit Ängsten gefunden, so dass von einer differenzierten, wahrscheinlich strukturspezifischen und modulatorischen Wirkung ausgegangen wird.

Typische Reaktionen auf angstauslösende Stimuli sind Sympathikus-Erregung und Vermeidungsverhalten. Die autonome Sympathikusantwort und das Erkennen von Gefahrensignalen sind doppelt dissoziiert: Bei Schädigung der Amygdala kann das Gefahrensignal benannt werden, aber eine körperliche Angstreaktion erfolgt nicht, während bei Schädigung des Hippocampus die körperliche Angstreaktion ausgelöst wird, der Patient aber die Ursache nicht erkennt. Bei Säugetieren können die spontanen Angstreaktionen von neokortikalen Hirngebieten, insbesondere dem präfrontalen Kortex (PFC), moduliert werden. Zum Beispiel werden Mäuse schmerzempfindlicher, wenn sie zuvor die Schmerzreaktion einer anderen Maus beobachtet haben, aber nur, wenn es eine Bekannte war. Auch beim Menschen ist die empathische Angstreaktion kontextabhängig. So war im Experiment von Lanzetta und Englis die Stärke der Angst eines Beobachters davon abhängig, ob das Modell in einem Spiel Gegner oder Mitstreiter war. Projektionen vom ventromedialen PFC zur Amygdala sind entscheidend beim Extinktionslernen.

## Lernprozesse
Jeder Mensch bringt eine für ihn typische Angstdisposition von Geburt an mit, die sich aber schon ab dem Kleinkindalter und noch lebenslang durch entsprechende Lernprozesse erheblich verändern lässt. Jede Art von Angst kann gelernt, aber auch verlernt werden.
Hierbei spielen die Unterschiede zwischen den vielfältigen Formen der Angst eine wesentliche Rolle:
So ergeben sich etwa gravierende Unterschiede sowohl in der Zielsetzung als auch in der Methode der Behandlung von Neurotischen Ängsten, Panikattacken, Phobien oder Fürchten. Jeder Lernprozess zielt auf das Erreichen eines möglichst realitätsgerechten, beherrschten mittleren Angstlevel ab, weil einerseits unangebrachte Ängste Energien vergeuden und zu starke Ängste das Aktionspotenzial lähmen, andererseits bei zu geringen Ängsten die notwendige Warnfunktion und Schutzwirkung fehlt.
Gefahrensignale im Gedächtnis vorzuhalten, hat offensichtlich Selektionsvorteile. Angst ist die gelernte Verbindung von spezifischen Hinweisreizen in Ereignissen und deren schädlichen Konsequenzen. Ängste können auf verschiedene Weisen gelernt werden, etwa durch eigene Erfahrung (Konditionierung), durch Beobachtung fremden Verhaltens (Lernen am Modell) oder durch Instruktion (zum Beispiel Warnhinweise).

### Zwei-Faktoren-Theorie von Mowrer
Ein klassisches und einflussreiches lerntheoretisches Modell der Angstentstehung und -aufrechterhaltung ist die Zwei-Faktoren-Theorie von Mowrer (1960), die folgende Faktoren postuliert:
1. Klassische Konditionierung: Die Entstehung der Angst erfolgt durch klassische Konditionierung, indem ein ursprünglich neutraler Reiz durch zeitgleiches Auftreten mit einer Angstreaktion zum konditionierten Angstreiz wird (siehe das Little-Albert-Experiment).
2. Operante Konditionierung: Durch die Vermeidung des klassisch konditionierten Angstreizes (ein Objekt oder eine bestimmte Situation, z. B. Straßenbahnfahren) kommt es zur Reduktion von Angst und Anspannung und somit zur negativen Verstärkung und Aufrechterhaltung des Vermeidungsverhaltens und der Erwartungsangst.

### Preparedness
Einige Ängste, wie die Angst vor Spinnen, Schlangen und wütenden Gesichtern, können sehr viel leichter gelernt werden als andere. Sie sind offenbar, wie Martin Seligman es nannte, „biologisch vorbereitet“. Dieses Phänomen nannte er Preparedness. Dies ist auch der Fall, wenn die Reize unterschwellig dargeboten werden. Neuzeitliche Gefahrenquellen wie Schusswaffen oder defekte Elektrokabel sind jedoch nicht biologisch vorbereitet.

### Kognitive Sicht
Aus kognitiver Sicht entsteht Angst nach Aaron T. Beck, wenn die Auftretenswahrscheinlichkeit einer Gefahr groß, die Kosten eines Schadens hoch und eigene Copingstrategien und die Chance auf Hilfe von außen gering eingeschätzt werden. Quasi-mathematisch ließe sich das folgendermaßen beschreiben:
Angst=Geschätzte Wahrscheinlichkeit*Geschätzter Schaden/(Copingstrategien+Mögliche Hilfe von außen)
Eine ähnliche Erklärung bietet auch das Stressmodell von Lazarus, wonach Angst eine Folge der subjektiven Bedrohungsinterpretation bei gleichzeitig geringer Bewältigungseinschätzung entsteht.

## Psychoanalytische Sicht
Sigmund Freud unterschied drei Ursachen der Angst:
- Die Realangst: Diese stellt sich bei äußerer Bedrohung in Gefahrensituationen ein, entspricht also der Furcht. Sie soll Gefahren signalisieren und als Antwort darauf angepasste Reaktionen auslösen. Die natürlichen Reaktionen sind Flucht, Ausweichen vor der Situation, Panik, Wut und Aggression. Dazu gehört auch die Vitalangst, welche bei lebensbedrohlichen Erkrankungen und Situationen wie z. B. Angina Pectoris oder Asthma bronchiale auftritt.[33] Das Ausmaß der Realangst ist auch von Faktoren wie der psychovegetativen Verfassung (Erschöpfung oder Auszehrung), der Persönlichkeit und Reaktionsbereitschaft, der Widerstandskraft und frühkindlichen Angsterfahrungen abhängig.[34] Angst erhöht die Anpassungsfähigkeit, indem sie das Erlernen neuer Reaktionen zur Bewältigung von Gefahr motiviert. Sie kann aber auch bei zu großer Intensität zu in Bezug auf die Gefahrenbewältigung unangepassten Reaktionen und selbstschädigendem Verhalten führen.[35]

- Die Binnenangst bzw. neurotische Angst: Sie stellt sich ein, wenn das Ich von übermäßigen Triebansprüchen des Es überwältigt zu werden droht.

- Die moralische Angst: Sie tritt auf, wenn das Über-Ich mit Strafe wegen Verletzungen von Regeln und Tabus droht, und äußert sich in Scham oder Schuldgefühlen.

Zur Verteidigung gegen diese Ängste stehen dem Ich mehrere Abwehrmechanismen zur Verfügung, die Anna Freud in ihrem Buch Das Ich und die Abwehrmechanismen (1936) dargestellt hat.
Der Psychiater und Psychoanalytiker Stavros Mentzos hält die Angst aufgrund der sie „begleitenden vegetativen Erscheinungen sowie analoger Erscheinungen bei Tieren“ für ein „angeborenes und biologisch verankertes Reaktionsmuster“ und vergleicht sie mit der Schmerzreaktion. Im Anschluss an die Verhaltenstherapie fragt er sich, „ob nicht die Angst ein regelrechter Instinkt ist“.

## Soziologie der Angst
Die Soziologie der Angst beschäftigt sich mit den sozialen Ursachen und Folgen sowie den gesellschaftlichen Erscheinungsformen von Angst.
In zahlreichen Theorien wird Angst, wenngleich häufig implizit, seit den Anfängen der Soziologie thematisiert. So etwa in Max Webers These der letztlich angstgetriebenen protestantischen Ethik und deren Bedeutung für die Entstehung des modernen Kapitalismus oder in Norbert Elias’ Theorie zunehmender Affektkontrolle, die maßgeblich durch Angst vor sozialer Scham und Beschämung getragen wird. Auch in soziologischen Anomietheorien werden Verunsicherung und Kontingenzangst infolge anomischer gesellschaftlicher Zustände als Grund für Suizid (Emile Durkheim) sowie den Zusammenbruch verbindlicher sozialer Normen (Robert K. Merton) betrachtet.

### These der Angstgesellschaft
Einige soziologische Gegenwartsdiagnosen (u. a. Ulrich Beck und Zygmunt Bauman) beschreiben westliche Gesellschaften als in den letzten Jahrzehnten zunehmend von Angst besetzt. Als Gründe hierfür werden in der Regel drei Arten von Argumenten angeführt:
- Zunahme konkreter Bedrohungen: Dabei wird eine Vielzahl potenzieller Bedrohungen genannt, das Spektrum reicht hier von technischen Risiken (nukleare Bedrohungen, Umweltverschmutzung) über Terrorismus bis hin zu Pandemien.
- Kontingenzzuwachs: Die soziale Entwicklung hat zu einer Zunahme an gesellschaftlicher Komplexität und einem erhöhten kulturellen Kontingenzbewusstsein geführt, die sich subjektiv in einem wachsenden Eindruck prinzipieller Unbestimmtheit und Unabsehbarkeit der Welt sowie der eigenen Lebensführung niederschlagen. Zu denjenigen Aspekten, die zu dieser Entwicklung beitragen, gehören Individualisierung, Optionsvielfalt, Heterogenisierung sozialer Normen, Flexibilisierung des Arbeitsmarktes, Globalisierung, multipolare Weltordnung etc.
- Eigendynamik: Bereits bestehende Angst weitet sich kontinuierlich auf weitere soziale Bereiche aus (Übertragung) oder wird – zum Zwecke der Bewältigung – auf Ersatzobjekte projiziert (z. B. bestimmte Krankheiten oder soziale Gruppen)

Empirisch konnte die These einer Angstzunahme und eines hohen Niveaus von Angst allerdings zumindest für die Zeit zwischen den 1980er Jahren bis 2010 in Deutschland bislang nicht bestätigt werden. Auch die häufige Annahme einer „German Angst“ erwies sich im europäischen Vergleich, in dem Deutschland eines der niedrigsten Angstniveaus aufwies, als Mythos.

### Angstformen
Ausgehend von philosophischen und psychologischen Angstbestimmungen kann zwischen konkreter Angst und Kontingenzangst unterschieden werden. Konkrete Angst fokussiert auf ein konkretes bedrohtes Objekt (z. B. physische Unversehrtheit, Anerkennung oder materielle Situation) und zeigt sich meist in einer Angst vor bzw. um etwas, während sich Kontingenzangst auf das „Leiden an der Unbestimmtheit“, d. h. auf Ungewissheit, Unsicherheit, Orientierungslosigkeit oder auch Optionsvielfalt bezieht. Es ist diese Form der Angst, die in soziologischen Gegenwartsdiagnosen als charakteristisch für komplexe Gegenwartsgesellschaften betrachtet wird.

### Soziale Bedingungen von Angst
Zu den sozialen Bedingungen von Angst zählen sowohl sozialstrukturelle als auch kulturelle Einflüsse.
Die Emotionssoziologie gibt einige Hinweise auf solche Faktoren. Laut sozialstrukturellen Ansätzen sind insbesondere Machtdefizite für die Entstehung von Angst verantwortlich, während kulturelle Theorien die Bedeutung von Emotionsnormen, d. h. soziale Regeln des Ausdrucks und Empfindens von Emotionen, betonen.
Max Dehne erweitert und systematisiert dieses Verständnis, indem er soziale Bedingungen auf sogenannte Einschätzungsdimensionen bezieht, denen zufolge Angst entsteht, wenn eine Situation in einer bestimmten Weise – insbesondere entlang der Dimensionen betroffenes Identifikationsobjekt, Ungewissheit/Wahrscheinlichkeit und Kontrollierbarkeit – eingeschätzt wird. Dabei können vier Ebenen der sozialen Bedingtheit unterschieden werden:
- Transsituative Ebene: Wie Sachverhalte generell eingeschätzt werden, hängt von der sozialstrukturellen Position (z. B. Einkommen, Bildung, Alter) und kulturellen Bedingungen (z. B. Geschlecht, Religion, Herkunftsland) ab.
- Spezifische Wissensstrukturen: Hinzu kommen situative Aspekte, wie die in einer Gesellschaft zirkulierenden Bedrohungsinformationen in Bezug auf spezifische Situationen, die kulturell tradiert sein (z. B. Koro-Krankheit), auf Erfahrungen beruhen (z. B. Erdbeben, Kriege) oder im gesellschaftlichen Diskurs vermittelt und in ihrer Bedeutung von verschiedenen Akteuren – Medien, Politiker, NGOs, Wirtschaftsunternehmen, soziale Bewegungen etc. – ausgehandelt werden können. Dabei üben unter anderem die Glaubwürdigkeit sowie das Standing der jeweiligen Akteure einen entscheidenden Einfluss auf die Entstehung von angstspezifischen Einschätzungen aus.
- Emotionale Effekte: Emotionen können zu einer Selbstverstärkung sowie Generalisierung führen. Ob und inwieweit dies geschieht, hängt von moderierenden sozialen Bedingungen (Repräsentativität der Situation, bestehende Wissensstrukturen, Emotionsnormen etc.) ab.
- Bewältigung: Angst kann, beispielsweise durch eine Umdeutung der Situation, zu bewältigen versucht werden. Dies kann indes auch zur Entstehung anderer Ängste führen, indem nun – eigentlich unverbundene – Situationen oder soziale Minderheiten als Bedrohung konstruiert werden.

## Formen des Angstverhaltens
Im Umgang mit der Angst entwickeln Menschen entsprechend ihrer angeborenen Gefühlsstruktur und ihres erlernten Risikomanagements ein breites Spektrum an Verhaltensmustern, die sich nicht immer stabil zeigen, sondern entsprechend der jeweiligen Angst auslösenden Situation erheblich variieren können. Der Wagnisforscher Siegbert A. Warwitz unterscheidet dabei acht typische „Einstellungstendenzen“, die sich in die Richtungen „Fluchtreflex“, „Angriffshaltung“, „Überhöhung“ oder „Verharmlosung“ bewegen:
- Das Vermeidungsverhalten versucht, Angst induzierenden Ereignissen, Räumen oder Personen möglichst auszuweichen.
- Das Bagatellisierungsverhalten ist bestrebt, die als peinlich erlebten Angstgefühle vor sich und anderen herunterzuspielen.
- Das Verdrängungsverhalten versucht, der gestellten Aufgabe hinderliche Angstgefühle zu unterdrücken oder wegzuschieben.
- Das Leugnungsverhalten blendet Anzeichen von Angst aus dem Bewusstsein aus oder versteckt die als Schwäche empfundenen Angstgefühle vor anderen.
- Das Übertreibungsverhalten wiederholt und überzieht Sicherheitsvorkehrungen zur Beruhigung der angespannten Gefühlslage.
- Das Generalisierungsverhalten folgt dem Denkschema von Ängsten als „normaler“ Erscheinung, um sich aus einer erlebten Sonderstellung zu befreien. („Jeder hat doch Angst“)
- Das Bewältigungsverhalten bemüht sich um ein realitätsgerechtes Maß an Angst und um ein „funktionierendes Angstgewissen“.
- Das Heroisierungsverhalten nimmt die emotionale Befindlichkeit der Angst an, sucht sie sogar und empfindet dabei ein gewisses Heldentum.

## In der Popkultur
Das Lied Darkness des britischen Pop-Rock-Musikers Peter Gabriel aus dem Jahr 2002 beschäftigt sich mit den Ängsten und Unsicherheiten, die sich in der menschlichen Psyche abspielen. Die Strophen beschreiben die Zurückhaltung des Ich-Erzählers, sich dem Unbekannten zu stellen, und seine Angst, von außen untergraben oder manipuliert zu werden. Er fühlt sich verwundbar, klein und unbedeutend im Angesicht seiner Ängste und der Erinnerungen, die diese hervorrufen. Der Liedtext legt nahe, dass diese Ängste tief verwurzelt sein können und auf Kindheitserfahrungen oder -traumata zurückzuführen sein können. Insgesamt gesehen ist Darkness ein eindringliches und introspektives Lied, das die Tiefen menschlicher Angst und Verletzlichkeit und die Kraft des direkten Konfrontierens dieser Ängste erkundet. Es ermutigt die Zuhörer, ihre eigenen Ängste und Unsicherheiten aktiv anzugehen, um innere Heilung und Freiheit zu finden.